# Oberburghof
Oberburghof ist eine Hofschaft in Hückeswagen im Oberbergischen Kreis im Regierungsbezirk Köln in Nordrhein-Westfalen (Deutschland).

## Lage und Verkehrsanbindung
Oberburghof liegt im südlichen Hückeswagen an der Grenze zu Wipperfürth. Nachbarorte sind Niederburghof, Großkatern, Kleinkatern, Wickesberg, Purd, Rautzenberg, Kaisersbusch und Vogelsholl. Der Ort ist über eine lange Zufahrtsstraße erreichbar, die bei Altenholte von der Kreisstraße K5 abzweigt und die auch Niederburghof anbindet. Die Ortschaft liegt am Rande des Wald- und Erholungsgebiets Mul auf der Wasserscheide zwischen dem Purder Bach und dem Bach Große Dhünn.

## Geschichte
1374 wurde der Ort das erste Mal urkundlich erwähnt: Das Kölner St. Ursulastift hat Einkünfte unter anderem aus „zwe Hove op me Broichove“ im Kirchspiel Hückeswagen. Schreibweise der Erstnennung: Broichove.
Im 18. Jahrhundert gehörte der Ort zum  bergischen Amt Bornefeld-Hückeswagen. 1815/16 lebten 28 Einwohner im Ort. 1832 gehörte Oberburghof der Großen Honschaft an, die ein Teil der Hückeswagener Außenbürgerschaft innerhalb der Bürgermeisterei Hückeswagen war. Der laut der Statistik und Topographie des Regierungsbezirks Düsseldorf als Weiler kategorisierte Ort besaß zu dieser Zeit vier Wohnhäuser und sechs landwirtschaftliche Gebäude. Zu dieser Zeit lebten 33 Einwohner im Ort, 13 katholischen und 20 evangelischen Glaubens.
Im Gemeindelexikon für die Provinz Rheinland werden für 1885 drei Wohnhäuser mit 31 Einwohnern angegeben. Der Ort gehörte zu dieser Zeit zur Landgemeinde Neuhückeswagen innerhalb des Kreises Lennep. 1895 besitzt der Ort fünf Wohnhäuser mit 33 Einwohnern, 1905 fünf Wohnhäuser und 42 Einwohner.

## Sehenswürdigkeiten
Nahe Oberburghof befindet sich im Waldgebiet Mul/Purd auf dem Burgberg das Kulturdenkmal Ringwallanlage Oberburghof.

## Wander- und Radwege
Folgende Wanderwege führen durch den Ort:
- Der Ortswanderweg ━ von Purd zur Wiebach-Vorsperre
- Der Ortsrundwanderweg A3 (Mul/Purd)

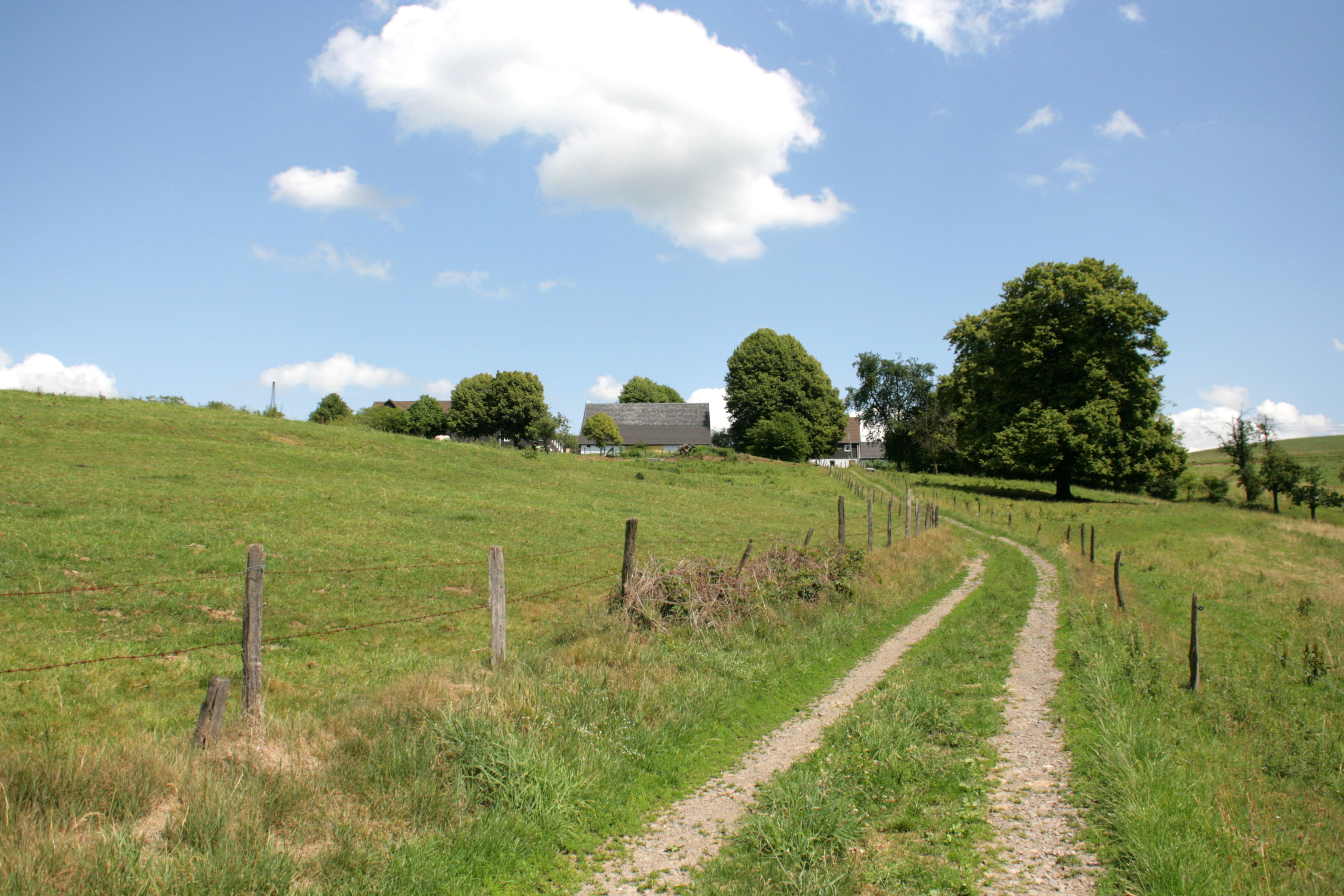
Oberburghof
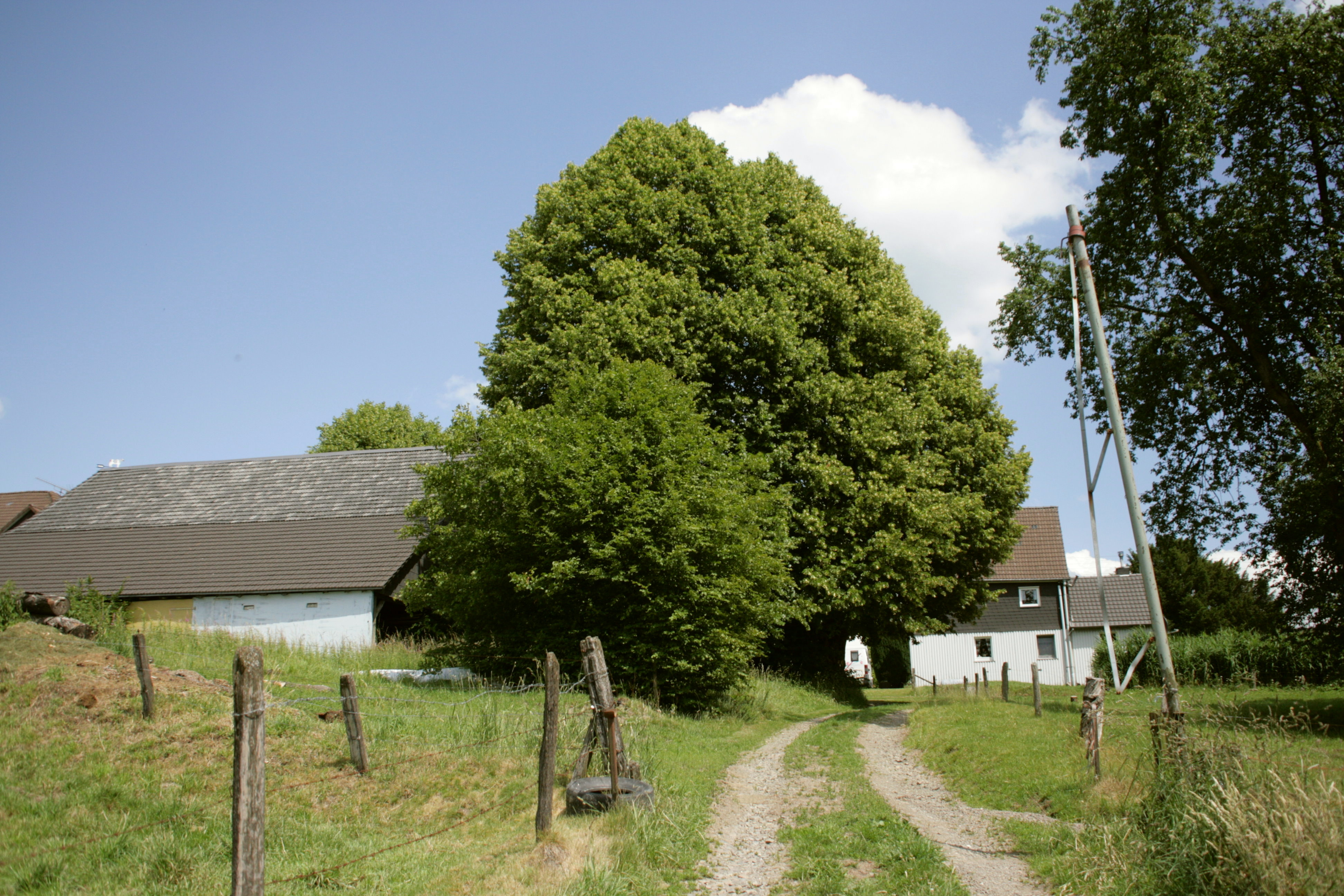
Oberburghof
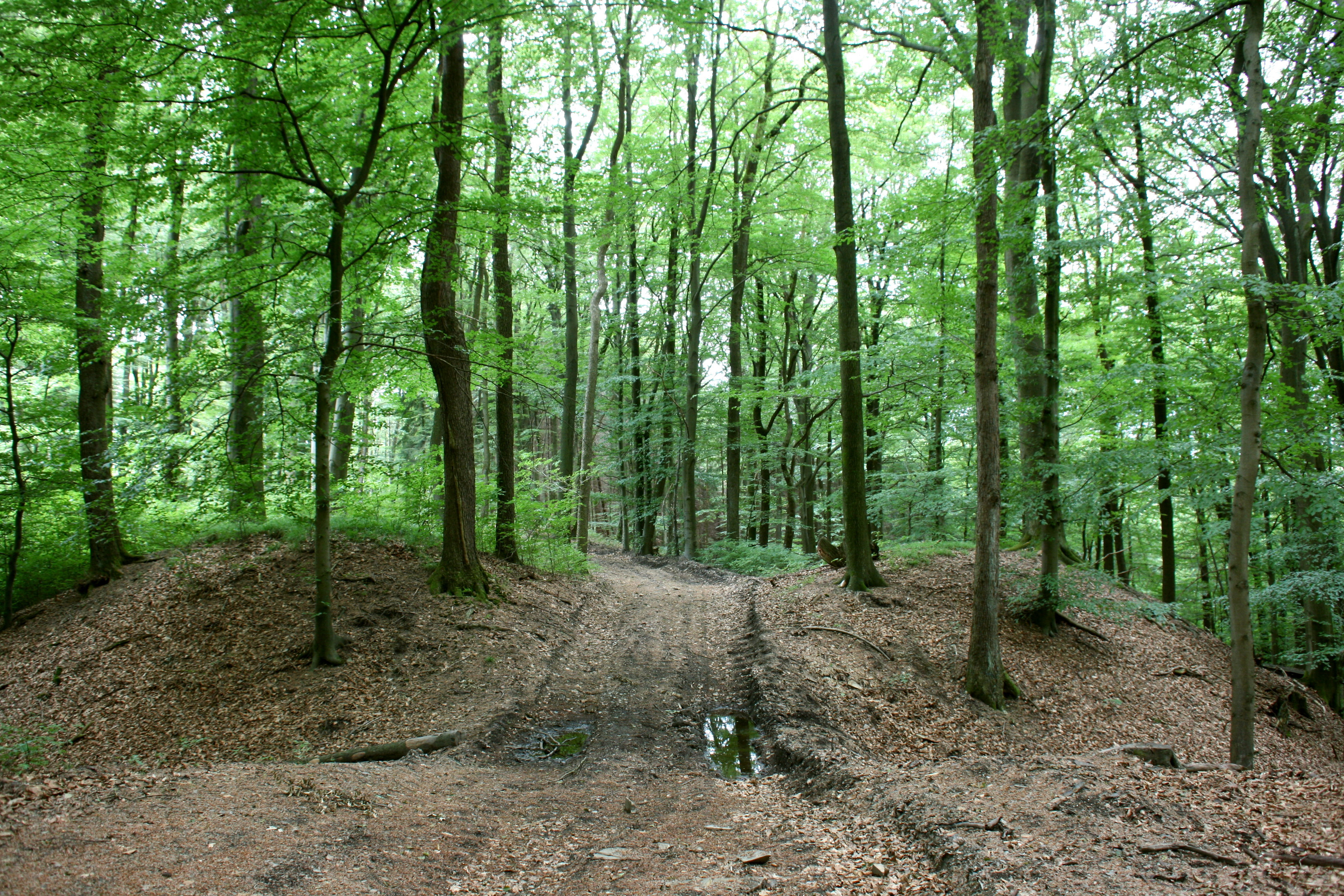
Ringwallanlage bei Oberburghof